# 瓦斯明區
6°50′20″S 78°14′57″W / 6.8390°S 78.2492°W
瓦斯明區（西班牙語：Distrito de Huasmín），是秘魯的一個區，位於該國北部卡哈馬卡大區的塞倫丁省，始建於1862年9月30日，面積437.5平方公里，海拔高度2,550米，2005年人口14,687，人口密度每平方公里34人。